# Desa Sumurbatu (administrativ by i Indonesien, Jawa Barat, lat -6,35, long 107,01)
Desa Sumurbatu är en administrativ by i Indonesien.   Den ligger i provinsen Jawa Barat, i den västra delen av landet, 23 km sydost om huvudstaden Jakarta.